# Patris
En patris är en sorts stämpel som används som arketyp för gjutformar. Ordet kommer från tyskans patrize som är en bildning av latinets pater, "fader". Inom olika sorters gjutteknik kan man först skapa en modell i trä eller metall av det man vill gjuta. Detta är patrisen. Denna trycks ner i gjutsand eller slås ner i en annan, mjukare metall. Detta bildar matrisen, en bildning från latinets mater, "moder". Om matrisen i sig inte är en gjutform placeras den i en gjutform. I denna hälls gjutmassan för att bilda slutprodukten, eller "barnet" om man vill fortsätta liknelsen.
En patris kan användas för framställning av många matriser vilket gör att modellen kan få stor spridning. Tekniken användes bl.a. under blytryckets tid för framställning av typsnitt. Ett annat användningsområde är vid tillverkning av väggar för lådformade järnugnar.
Vid Sättunahögen vid sjön Roxen i Östergötland hittades i april 2007 en patris från 500-talet som användes för framställning av tunna guldbitar.